# 그라니타

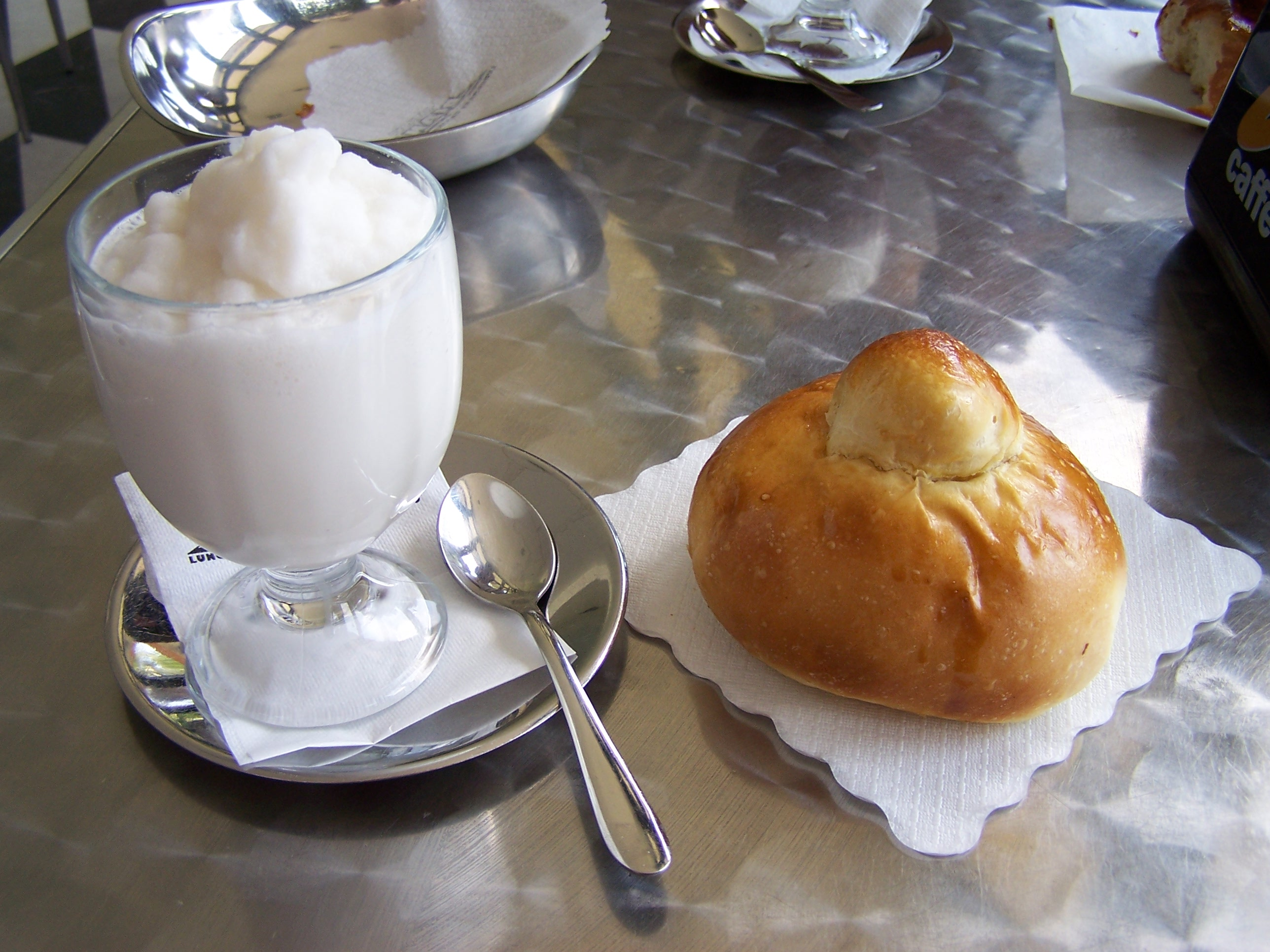
그라니타

그라니타(이탈리아어: granita 또는 granita siciliana)는 딸기, 레몬, 라임 등의 과일에 설탕, 와인(샴페인), 얼음을 넣고 간 이탈리아의 대표적인 슬러시이다. 이탈리아의 시칠리아 섬에서 유래한 디저트이다.

## 같이 보기
- 이탈리아 요리
- 미국 요리
- 아이스크림
- 선디
- 젤라토